# Leonel Picco
Leonel Marcelo Picco (Mendoza, 22 ottobre 1999) è un calciatore argentino, centrocampista del Platense.

## Caratteristiche tecniche
È un centrocampista centrale.

## Carriera
Cresciuto nel settore giovanile dell'Arsenal Sarandí dove gioca per due anni nel settore giovanile; debutta in prima squadra il 2 marzo 2019 in occasione dell'incontro di Primera B Nacional pareggiato 1-1 contro il Central Córdoba (SdE).

## Statistiche

### Presenze e reti nei club
Statistiche aggiornate al 13 luglio 2025.
| Stagione               | Squadra                | Campionato             | Campionato | Campionato | Coppe nazionali | Coppe nazionali | Coppe nazionali | Coppe continentali | Coppe continentali | Coppe continentali | Altre coppe | Altre coppe | Altre coppe | Totale | Totale |
| Stagione               | Squadra                | Comp                   | Pres       | Reti       | Comp            | Pres            | Reti            | Comp               | Pres               | Reti               | Comp        | Pres        | Reti        | Pres   | Reti   |
| ---------------------- | ---------------------- | ---------------------- | ---------- | ---------- | --------------- | --------------- | --------------- | ------------------ | ------------------ | ------------------ | ----------- | ----------- | ----------- | ------ | ------ |
| 2018-2019              | Arsenal Sarandí        | PBN                    | 1          | 0          | CA              | 0               | 0               | -                  | -                  | -                  | -           | -           | -           | 1      | 0      |
| 2019-2020              | Arsenal Sarandí        | PD                     | 2          | 0          | CA+CdS+CM       | 1+0+9           | 0               | -                  | -                  | -                  | -           | -           | -           | 12     | 0      |
| 2021                   | Arsenal Sarandí        | PD                     | 21         | 1          | CA+CdL          | 1+10            | 0               | CS                 | 8                  | 0                  | -           | -           | -           | 39     | 1      |
| 2022                   | Arsenal Sarandí        | PD                     | 6          | 1          | CA+CdL          | 0+7             | 0               | -                  | -                  | -                  | -           | -           | -           | 13     | 1      |
| Totale Arsenal Sarandí | Totale Arsenal Sarandí | Totale Arsenal Sarandí | 30         | 2          |                 | 27              | 0               |                    | 8                  | 0                  |             | -           | -           | 65     | 2      |
| 2022                   | Colón (SF)             | PD                     | 17         | 0          | CA+CdL          | -               | -               | -                  | -                  | -                  | -           | -           | -           | 17     | 0      |
| 2023                   | Colón (SF)             | PD                     | 11         | 0          | CA+CdL          | 2+0             | 0               | -                  | -                  | -                  | -           | -           | -           | 13     | 0      |
| Totale Colón (SF)      | Totale Colón (SF)      | Totale Colón (SF)      | 28         | 0          |                 | 2               | 0               |                    | -                  | -                  |             | -           | -           | 30     | 0      |
| 2023                   | Platense               | PD                     | -          | -          | CA+CdL          | 0+13            | 0               | -                  | -                  | -                  | -           | -           | -           | 13     | 0      |
| 2024                   | Platense               | PD                     | 22         | 0          | CA+CdL          | 2+13            | 0               | -                  | -                  | -                  | -           | -           | -           | 37     | 0      |
| 2025                   | Platense               | PD                     | 20         | 0          | CA              | 2               | 1               | -                  | -                  | -                  | -           | -           | -           | 22     | 1      |
| Totale Platense        | Totale Platense        | Totale Platense        | 42         | 0          |                 | 30              | 1               |                    | -                  | -                  |             | -           | -           | 72     | 1      |
| Totale carriera        | Totale carriera        | Totale carriera        | 72         | 2          |                 | 57              | 1               |                    | 8                  | 0                  |             | -           | -           | 137    | 3      |

## Palmarès

### Club

#### Competizioni nazionali
- Primera B Nacional: 1

Arsenal Sarandi: 2018-2019
- Campionato argentino: 1

Platense: 2025 (Apertura)